# Reino de Kuba
El Reino de Kuba fue un estado precolonial situado en la región central del actual Congo, en África Central.

## Historia[1]
Su historia se remonta a principios del siglo XVII, cuando se estableció como una entidad política unificada por medio de la expansión y consolidación de diferentes grupos étnicos en la región. Kuba fue conocido por su estructura política centralizada y su sistema de gobierno basado en la monarquía. El reino estuvo gobernado por una serie de reyes titulados "Nkuku" y más tarde "Boso", cuya figura central jugaba un papel crucial en la toma de decisiones y en la preservación de las costumbres locales.

## Geografía
El Reino de Kuba se situaba en la cuenca del río Kasai, un afluente del río Congo, en el actual República Democrática del Congo. Esta ubicación ofreció al reino acceso a importantes recursos naturales, como el marfil, la madera y el cacao. Además, la región estaba rodeada por varios otros pueblos y reinos que interactuaban con Kuba en términos de comercio, conflicto y cultura.

## Sociedad y Cultura[2]
La sociedad de Kuba estaba altamente jerarquizada, con una clara distinción entre los diferentes grupos sociales. Los reyes y nobles gozaban de un estatus privilegiado, mientras que la mayoría de la población estaba formada por agricultores, artesanos y comerciantes. Los Kuba eran conocidos por sus habilidades en la fabricación de máscaras, esculturas y textiles. Su arte era extremadamente detallado, con una rica tradición de pintura y escultura, y las obras se utilizaban para fines ceremoniales y rituales.
La religión del reino estaba influenciada por creencias tradicionales africanas, que incluían la veneración de ancestros y deidades locales. La figura del rey Nkuku se veía como un intermediario entre los dioses y el pueblo.

## Declive y Colapso[4]
A partir del siglo XIX, el Reino de Kuba comenzó a experimentar una serie de cambios internos y externos que afectaron su estabilidad. La expansión de potencias europeas en África, especialmente Bélgica, llevó a la colonización del territorio y a la disolución de muchas estructuras políticas tradicionales, incluido el reino de Kuba. Las incursiones militares y los cambios en las rutas comerciales también jugaron un papel en su declive.
En el siglo XX, con la independencia de la República Democrática del Congo, el legado cultural del Reino de Kuba se ha preservado principalmente a través de las artes y tradiciones, aunque el poder político del reino desapareció.

## Arte y Arquitectura[5]
El arte del Reino de Kuba es conocido por su detallado trabajo en madera, con esculturas que incluyen figuras humanas y animales. Además, las máscaras de Kuba son famosas por sus complejidad y simbolismo. Estas máscaras eran utilizadas en ceremonias religiosas y en danzas rituales. Las viviendas de los reyes eran complejas y adornadas con tallas en madera que reflejaban el poder y la riqueza del monarca.